# Rhacaplacarus laetabilis
Rhacaplacarus laetabilis är en kvalsterart som först beskrevs av Wojciech Niedbała 1988.  Rhacaplacarus laetabilis ingår i släktet Rhacaplacarus och familjen Phthiracaridae. Inga underarter finns listade i Catalogue of Life.